# El Salitre, San Miguel de Allende
El Salitre är en ort i Mexiko.   Den ligger i kommunen San Miguel de Allende och delstaten Guanajuato, i den centrala delen av landet, 240 km nordväst om huvudstaden Mexico City. El Salitre ligger 1 868 meter över havet och antalet invånare är 166.
Terrängen runt El Salitre är platt åt nordost, men åt sydväst är den kuperad. Runt El Salitre är det ganska tätbefolkat, med 96 invånare per kvadratkilometer. Närmaste större samhälle är San Miguel de Allende, 11,2 km öster om El Salitre. I omgivningarna runt El Salitre växer huvudsakligen savannskog.